# NGC 4206
NGC 4206 هي مجرة حلزونية تبعد حوالي 70 مليون سنة ضوئية عن الأرض تقع في كوكبة العذراء. NGC 4206 مرئية حيث يتم مشاهدتها تقريبا من معظم التلسكوبات في حجم 13th. اكتشفها عالم الفلك البريطاني ويليام هيرشيل في 17 أبريل 1784.

## وصلات خارجية
- NGC 4206 على موقع ويكي سكاي: DSS2, SDSS, GALEX, IRAS, Hydrogen α, X-Ray, Astrophoto, Sky Map, Articles and images